# Route nationale 12 (Luxemburg)
Die Nationalstraße 12 oder abgekürzt einfach nur N12 ist mit 87 km die drittlängste Nationalstraße im Großherzogtum  Luxemburg. Ihre Trasse verläuft in nordwestliche Richtung durch die Kantone Luxemburg, Capellen, Redingen, Wiltz und Clervaux.
Neben der N wird sie gerne als Alternativroute von Luxemburg-Stadt nach Wemperhardt im äußersten Norden Luxemburgs genutzt.

## Aktueller Verlauf (Stand September 2023)
Die N12 beginnt in Luxemburg-Stadt, am „Square de New York“, und führt von dort aus durch den Stadtteil Rollingergrund weiter über Bridel-Kopstal. Hinter Kopstal bis zum „Katrewang“ (quatre Vents) bei Kehlen ist die N12 eine alte Allee, deren uralte Bäume einen solch imposanten Anblick bieten, dass sie zu den bemerkenswerten Bäumen in Luxemburg zählen.
Der weitere Trassenverlauf geht quer durch die Dörfer Dondelingen, Bur und Tüntingen bis nach Saeul, wo sie eine Kreuzung mit der N bildet.
Weiter führt sie in Richtung Schweebach nach Rippweiler und kreuzt dort die N . Nächste durchlaufene Ortschaft ist Raichlingen und hier hat die N12 Kreuzungen zu den Nationalstraßen  und . Danach verläuft sie durch Preisertal bis nach Großbous, wo Wechselmöglichkeit auf die N  besteht.
Ein paar Kilometer hinter Eschdorf kreuzt sich die N12 ein weiteres Mal; hier mit der N  um weiter durch den Heiderscheidergrund die Sauer zu überqueren und danach die N  zu kreuzen.
Die N12 verläuft dann in nördlicher Richtung durch Büderscheid bis nach Wiltz, wo sie innerorts Kreuzungen mit der N  und N  bildet. Wenige Kilometer hinter dem Ortsausgang ist eine Wechselmöglichkeit die N  gegeben. Im Anschluss an diese Kreuzung wird sie weiter durch Derenbach fortgeführt.
Danach verläuft die N12 durch die Ortschaften Heisdorf und Wintger. Kurz hinter dem Antoniushof kreuzt sie die N .
Der Trassenverlauf ist die letzten Kilometer im Großherzogtum Luxemburg durch die Ortschaften Asselborn, Ulflingen und Wilwerdingen bis nach Wemperhardt geführt, wo sie ebenso wie die N7 durch den Grenz-Kreisverkehr verläuft.
Kurz hinter Wemperhardt an der Grenze zu  Belgien führt die belgische N62 (gleichzeitig Teil der E421) ist, weiter bis ins belgische Sankt Vith.

### Gemeinsam genutzte Streckenabschnitte
- Auf einem rund 500 m langem Teilabschnitt innerhalb der Ortschaft Reichel verläuft die N auf gemeinsamer Trasse mit der N12;
- zwischen Esch-Heiderscheidergrund und Goesdorf-Büderscheid – Abschnittslänge ca. 5,6 km – verlaufen N und N12 parallel;
- die N , die aus Richtung Tadlermühle kommend in Richtung Heiderscheidergrund verläuft, teilt sich einen rund 500 m kurzen Teilabschnitt mit der N 12, bevor sie durch den Tunnel Esch/Sauer abbiegt.

## Historische Entwicklung der N12
In den 1970er Jahren sind eine Reihe Kurven zwischen Eschdorf a Bitsch sowie nördlich von Clervaux entschärft worden.
Rund zehn Jahre danach ist die N12 in Ëlwen über die neue Eisenbahnbrücke verlegt worden und eine scharfe Kurve bei der Maison Legay wurde entschärft.
In den 90'er Jahren sind dann auch noch ein paar scharfe Kehren zwischen Erpeldingen (Wiltz) und Wintger-Derenbach umgebaut worden.
Mit der großen Umklassifizierung von Teilen des luxemburgischen Straßennetzes kam es vor allem im Jahre 1995 zu einer großen Anzahl von Änderungen im Verlauf der N12:
- ein früherer Abschnitt am Ortsausgang von Clervaux wurde zur Gemeindestraße abgestuft;
- Zusammen mit dem Place des Martyrs ist auch der innerörtliche Abschnitt der N12 in den Zuständigkeitsbereich der Stadt Wiltz übergeben worden.

### 2021 und später
Nachdem der Umbau des Sternenplatz-Areals in Luxemburg-Stadt abgeschlossen wurde, sind die ersten 230 m nicht mehr für den Durchgangsverkehr befahrbar. Dieser kurze Abschnitt der N12 ist Teil der Rue de Rollingergrund und soll auf das Niveau einer Gemeindestraße deklassiert werden; zusätzlich wird die Herabstufung der Verbindung zwischen der N12 und der N  (Länge 87 m) diskutiert.
Auch für die in der Kommune Wiltz verlaufenden Teilabschnitte der N12 sind umfangreiche Anpassungen geplant:
- ein Abschnitt von 610 m Länge (Grand-Rue, Rue du Château und Rue du 31 Aout 1942) sollen ihren Status Nationalstraße verlieren; ein anderer Teil der Rue du 31 Aout 1942 führt von der N12 in Richtung N .
- d'Rue Michel Thilges wird von der derzeitigen Kreuzung mit der N26A in N12 umbenannt;
- d'Rue Grande-Duchesse (heute Teil der N ) wird Bestandteil der N12

## Bildergalerie

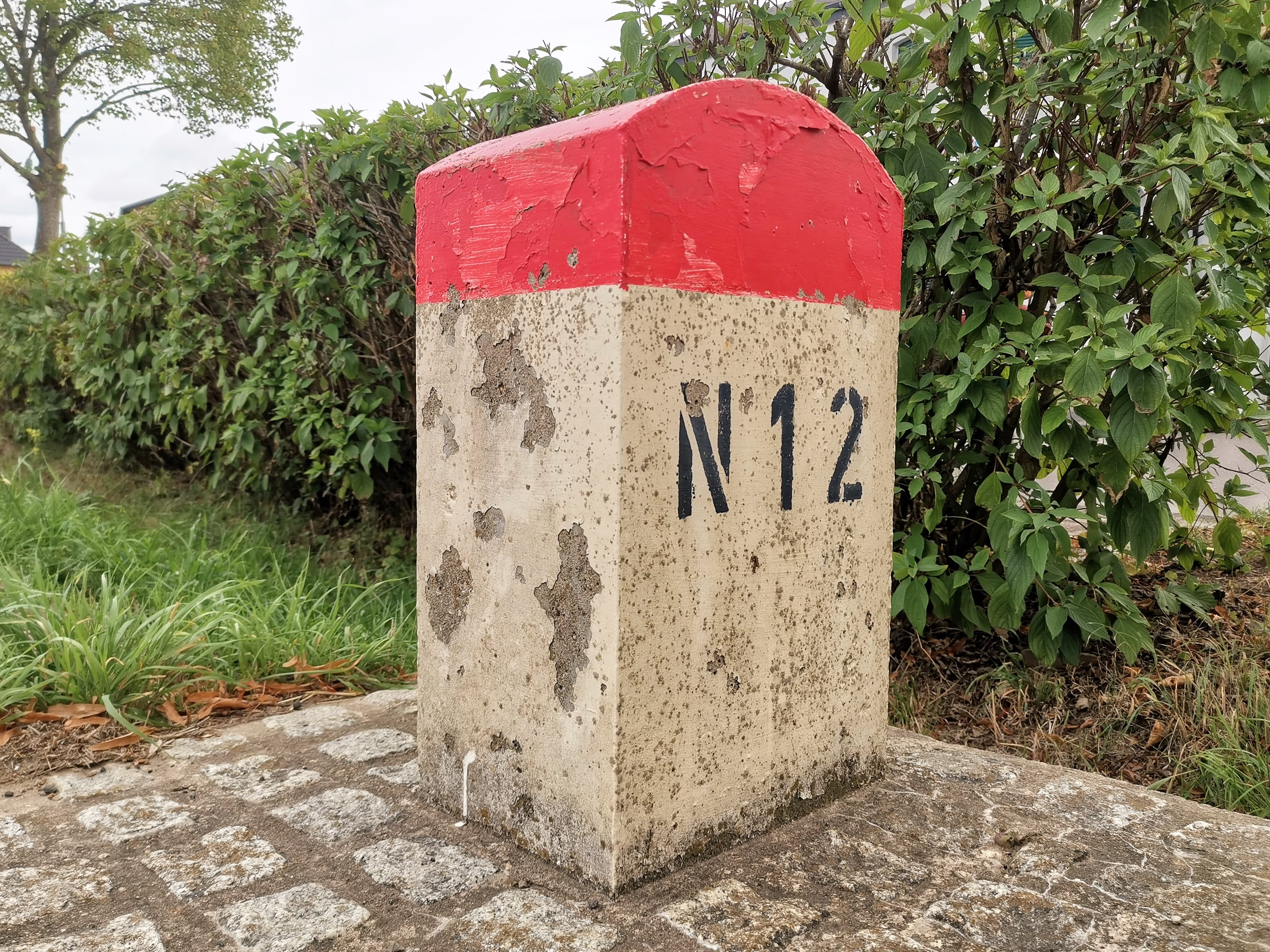
Kilometerstein an der N12
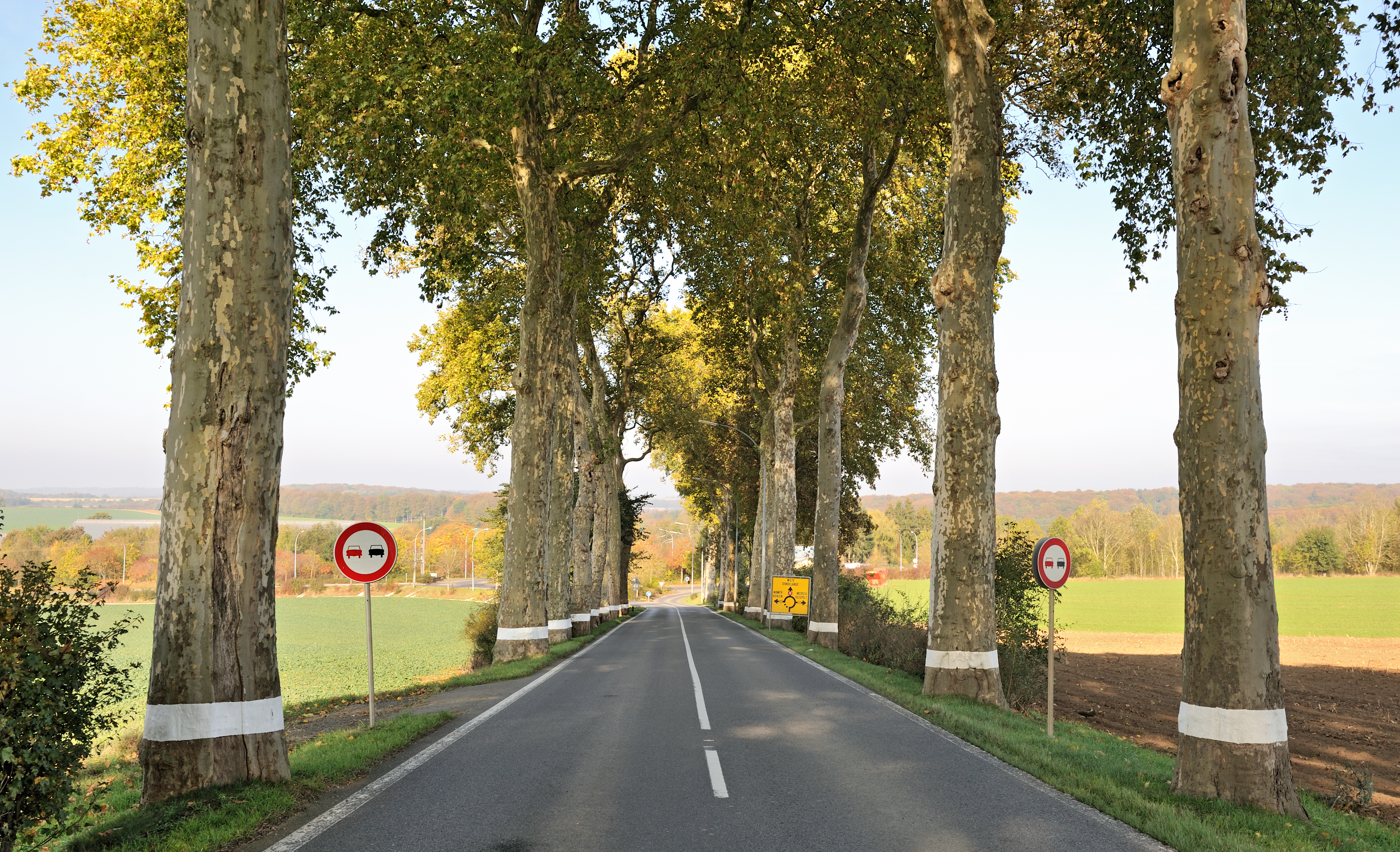
Verlauf der N12 als Allée Quatre-Vents bei Kehlen-Kopstal
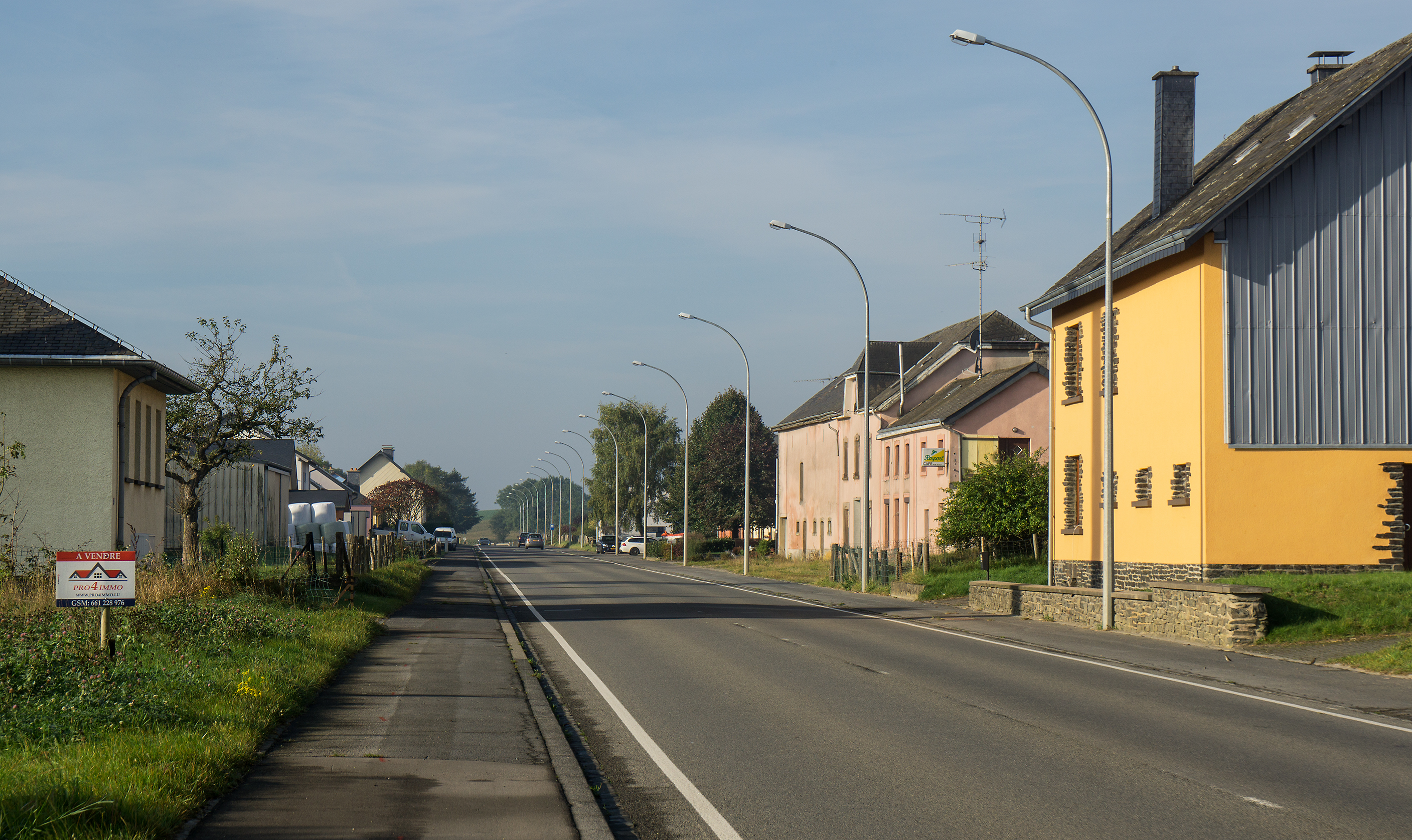
Die N12 ist gleichzeitig die Hauptstraße in Heischdorf